# 油桐素
油桐素（英語：Aleuritin）是一种植物产生的香豆素类化合物，常见于油桐（学名：Vernicia fordii）的提取物中。